# Тимошик Микола Степанович
Мико́ла Степа́нович Тимо́шик (нар. 18 січня 1956, с. Данина Ніжинський район Чернігівська область) — український науковець, журналіст, публіцист, літературний критик, видавець.
Доктор філологічних наук (1997), професор (2002). Академік Академії наук вищої школи України (з 2005 року). Завідувач кафедри видавничої справи та мережевих видань факультету журналістики і міжнародних відносин Київського національного університету культури і мистецтв.
Член Національної спілки журналістів України (від 1981 року). Член Національної спілки письменників України (від 2000 року). Голова Фундації імені митрополита Іларіона (Огієнка). Засновник і директор науково-видавничого центру «Наша культура і наука».
Був заступником голови Навчально-методичної комісії з масової комунікації при Міністерстві освіти та науки України. Член Експертної ради Національної програми «Українська книга» при Держтелерадіо України. Експерт щорічної акції «Книжка року» часопису «Книжник-ревю». Заснував у КНУ творчий клуб «Віч-на-віч з особистістю» (пізніше перенесено до КНУКІМу). Ініціатор створення й керівник громадського руху студентів-журналістів КНУКІМу «Лицарі правдивого слова».

## Біографія
Микола Тимошик народився в селянській родині. Батько Степан Єлізарович (1918—1996) 1944 року повернувся з фронтів Другої світової війни інвалідом першої групи. Мати Галина Іванівна (1925—1996) все життя пропрацювала в колгоспній ланці й на тваринницькій фермі. Її батька на початку колективізації за незгоду вступати до колгоспу розкуркулили та виселили на Соловки.
Закінчивши школу, 1973 року Микола вступив на факультет журналістики Київського університету. 1975 року поїздка до Львова, коли Микола вперше потрапив на Західну Україну, справила на студента Тимошика колосальне враження: екскурсії старовинним містом, орган у костелі, особлива атмосфера й культура.
1978 року закінчив факультет журналістики Київського університету. Відмовився від цільової аспірантури.
Протягом восьми років (від серпня 1978 року серпня 1986 року) працював у редакції обласної газети «Радянська Буковина» (Чернівці) — кореспондентом, старшим кореспондентом, власним кореспондентом, завідувачем відділу. Після публікації одного із перших нарисів «Дипломи однієї сім'ї» (за 26 лютого 1978 року) Миколу Тимошика намагалися навіть «притягнути до відповідальності» за те, що не узгодив матеріалу із місцевим відділом держбезпеки, бо герой нарису не хотів колись іти до колгоспу.
Від серпня 1986 року до лютого 1987 року — головний редактор обласної комсомольської газети «Молодий буковинець» (Чернівці).
Далі перейшов на роботу в Київ. Від лютого 1987 року до грудня 1988 року Микола Тимошик працював інструктором сектору преси ЦК ЛКСМУ.
Від січня 1989 року до серпня 1990 року — член редколегії, редактор першої категорії Головвидаву Держкомвидаву України.
Від серпня 1990 року до грудня 1998 року — завідувач редакції, головний редактор (від 1992 року) видавництва «Либідь» при Київському університеті.
Від грудня 1998 року до серпня 1999 року — директор Науково-видавничого центру «Наша культура і наука».
Від 1991 року — старший викладач, доцент, від вересня 1999 року — професор.
У 2002—2010 роках — завідувач кафедри видавничої справи та редагування[недоступне посилання] Інституту журналістики Київського університету. Викладає нормативні курси «Основи видавничої справи та редагування», «Авторське право» та «Історія видавничої справи».
Стажувався в Колегії Святого Андрія Манітобського університету (Канада, 1997, 2000), Українському вільному університеті (Мюнхен, 1998), Інституті перепідготовки журналістів Fojo (Швеція, 2003), Міжнародному Андалузькому університеті (Іспанія, 2006).
Оскільки Микола Тимошик першим з українських учених ретельно опрацював наявні в Києві, Львові, Кам'янці-Подільському, а також у Швейцарії архівні матеріали про життя й діяльність Івана Огієнка, упорядкував і вперше видав в Україні його найголовніші фундаментальні твори, а також своє докторське дослідження «Голгофа Івана Огієнка», Колегія Святого Андрія у Вінніпезі та Конссисторія Української православної церкви в Канаді вважали за доцільне підтримати його подальші досліди цієї тематики й надати йому допомогу в опрацювання восени 1997 року архіву митрополита Іларіона, що зберігається в Консисторії УПЦ у Канаді .
Виступав із лекціями в навчальних і наукових закладах Бельгії, Великої Британії, Іспанії, Ізраїлю, Канади, Китаю, Німеччини, Польщі, Росії, Сербії, Франції, Швейцарії, Швеції.
Дружина Надія Вікторівна (* 1960) — заступник директора Київської загальноосвітньої школи № 155. Дочка Аліна (* 1983) — бакалавр міжнародних відносин, магістр журналістики. Син Ярослав (* 1986) — студент Київського університету.
Захоплюється колекціонуванням стародруків, подорожами.

## Творча діяльність
Захистив:
- кандидатську дисертацію «Молодіжна преса України: структура, управління, функціонування на сучасному етапі (1985—1990)»,
- докторську дисертацію «Українознавчі проблеми в науковій, публіцистичній, редакторській і видавничій діяльності Івана Огієнка».

Автор понад 200 публікацій з історії українського друкованого слова, історії цензури в Україні, теорії та практики сучасної журналістики і книговидання, зокрема
- підручників «Історія видавничої справи» (2003), (2007), «Основи редагування» (2019)
- навчального посібника «Видавнича справа та редагування» (2004)
- виробничо-практичного видання «Видавничий бізнес» (2005)
- практичних посібників «Книга для автора, редактора, видавця» (2006), (2010), «Як редагувати книжкові та газетно-журнальні видання» (2012)
- монографій:
  - Голгофа Івана Огієнка: українознавчі проблеми в державотворчій, науковій, редакторській та видавничій діяльності. — К.: Заповіт, 1997. — 231 с. — ISBN 5-7707-1045-4
  - Її величність — книга. Історія видавничої справи Київського університету. 1834—1999. — К.: Наша культура і наука, 1999. — 308 с.
  - «Лишусь навіки з чужиною…»: митрополит Іларіон (Іван Огієнко) і українське відродження. — К.; Вініпег: Укр. православний Собор Св. Покрови; «Наша культура і наука», 2000. — 545 с. — ISBN 966-95575-5-0
  - Дмитро Степовик. Життя і наукова діяльність. — К.: Архангельський Глас, 2008. — 650 с.
  - Історія одного журналістського курсу: в мемуарах, щоденниках, інтерв'ю, замальовках, записках, есеях, документах, світлинах. — К.: Наша культура і наука, 2008. — 472 с. — ISBN 978-966-7821-46-3
  - Українська молодіжна преса в останній період існування СРСР (1986—1991). — К.: Наша культура і наука, 2010. — 238 с. — ISBN 978-966-7821-49-4
  - «Українець я є, і ніщо українське не сміє бути мені чужим»: націоналістична ідея в житті й діяльності Євгена Онацького. — Івано-Франківськ: Місто НВ, 2015. — 60 с.
  - Українська книга і преса в Італії. — К.: Наша культура і наука, 2015. — 351 с. — ISBN 978-966-7821-61-6
  - Українська книга: історична місія та реалії: Публіцистика — К.: Б-ка газети «Літературна Україна», 2016. — 180 с.
  - Запізніле вороття. — К.: Наша культура і наука, 2017. — 392 с.
  - Його бій за державність. — К.: Наша культура і наука, 2017. — 375 с. — ISBN 978-966-7821-66-1
  - Село. Т. 1: Зійти з безпам'ятства. — К.: Ярославів Вал, 2017. — 2017. — 418 с. — ISBN 978-617-605-008-7
  - Село. Т. 2: Трудний шлях відмосковлення. — К.: Ярославів Вал, 2017. — 579 с. — ISBN 978-617-605-009-4
  - Українська книга і світ. — К.: Наша культура і наука; Вашингтон: Український університет, 2018. — 516 с. — ISBN 979-966-7821-69-2
  - Іван Огієнко: «Як ти українець…». — К.: Парламентське видавництво, 2019. — 525 с. — ISBN 978-966-922-153-7
  - Українська журналістика в діаспорі: Велика Британія. — К.: Наша культура і наука, 2021. — 510 с. — ISBN 978-966-7821-72-2
  - Українське книговидання в діаспорі: Велика Британія. — К.: Наша культура і наука, 2021. — 482 с. — ISBN 978-966-7821-73-9
  - Українці у Великій Британії. — Київ: Парламентське видавництво, 2021. — 600 с. — ISBN 9789669221827
  - Материн заповіт у рушнику 1933-го: автобіогр. канва життя, біобібліогр. показник із нагоди 65-річчя. — К.: Наша культура і наука, 2022. — 591 с. — ISBN 978-966-7821-74-6
  - Змосковлення Буковини. 1940—1990. За документами архівів та матеріалами преси. Кн. 1 : Ментальність. Культура. Література — Чернівці: Букрек, 2023. — 446 с. — ISBN 978-966-997-198-2
  - Тоталітарна журналістика. — Кам'янець-Подільський: Рута, 2024. — 520 с. — ISBN 978-966-0000-000-00[5]
  - Змосковлення Буковини. Кн. 2: Перо і мікрофон як зброя. — Київ: Академія, 2024. — 526 с.

Упорядник, автор і видавець понад 26 книг із журналістики, видавничої справи, українознавства, численних виданих текстів лекцій.
Переклав із російської мови книгу «Українське питання».
Ведучий авторських програм на першому каналі Національного радіо: «Божа іскра Івана Огієнка» (1996—1997), «На перехрестях долі» (1998—1999), «Сторінками історії» (2002—2003), «Запізніле вороття» (2003, 2005).

## Відзнаки
- Лауреат премій імені Івана Огієнка (1995), Якова Гальчевського, С. Русової, П. Величковського та міжнародної премії родини Воскобійників (США)
- Нагороджений орденами Святого Архистратига Михаїла (2003), Рівноапостольного князя Володимира (2006, УПЦ КП)[7]
- Лауреат Літературної премії імені Івана Франка (2009, за книгу «Історія видавничої справи»)
- Почесна грамота Верховної Ради України
- Медаль Петра Могили (Міністерство освіти та науки України)
- Народна Шевченківська премія (2019, за двотомник «Село»)[8]
- Лауреат Всеукраїнської премії імені Бориса Грінченка (2023, за вагомий внесок у розбудову Незалежної України, утвердження державності української мови, розвиток національної культури, дослідження історичної пам'яті, формування національні свідомості, просвітницьку і подвижницьку діяльність в ім'я України)
- Медаль Василя Липківського «За збереження пам'яті про український православний церковно-визвольний рух» (2024, громадська ініціатива «Історія УАПЦ»)[9]